# FDP-Bundesparteitag 1987
Koordinaten: 54° 19′ 14″ N, 10° 7′ 50″ O
Den Bundesparteitag der FDP 1987 hielt die FDP vom 5. bis 6. September 1987 in Kiel ab. Es handelte sich um den 38. ordentlichen Bundesparteitag der FDP in der Bundesrepublik Deutschland.

## Verlauf

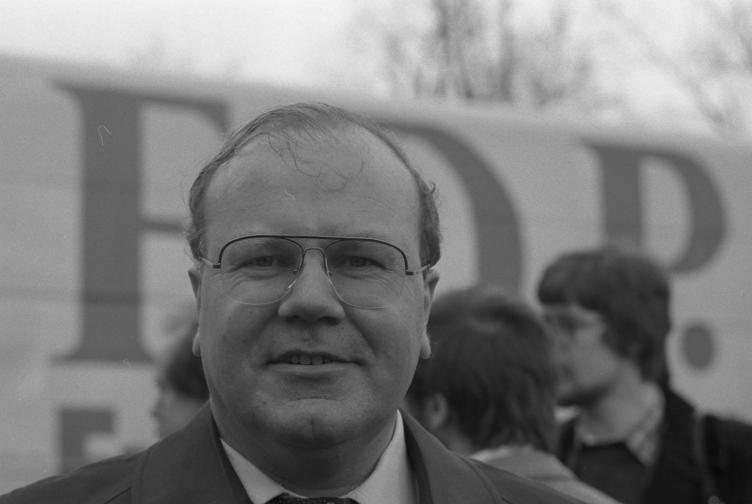
Martin Bangemann, 1979

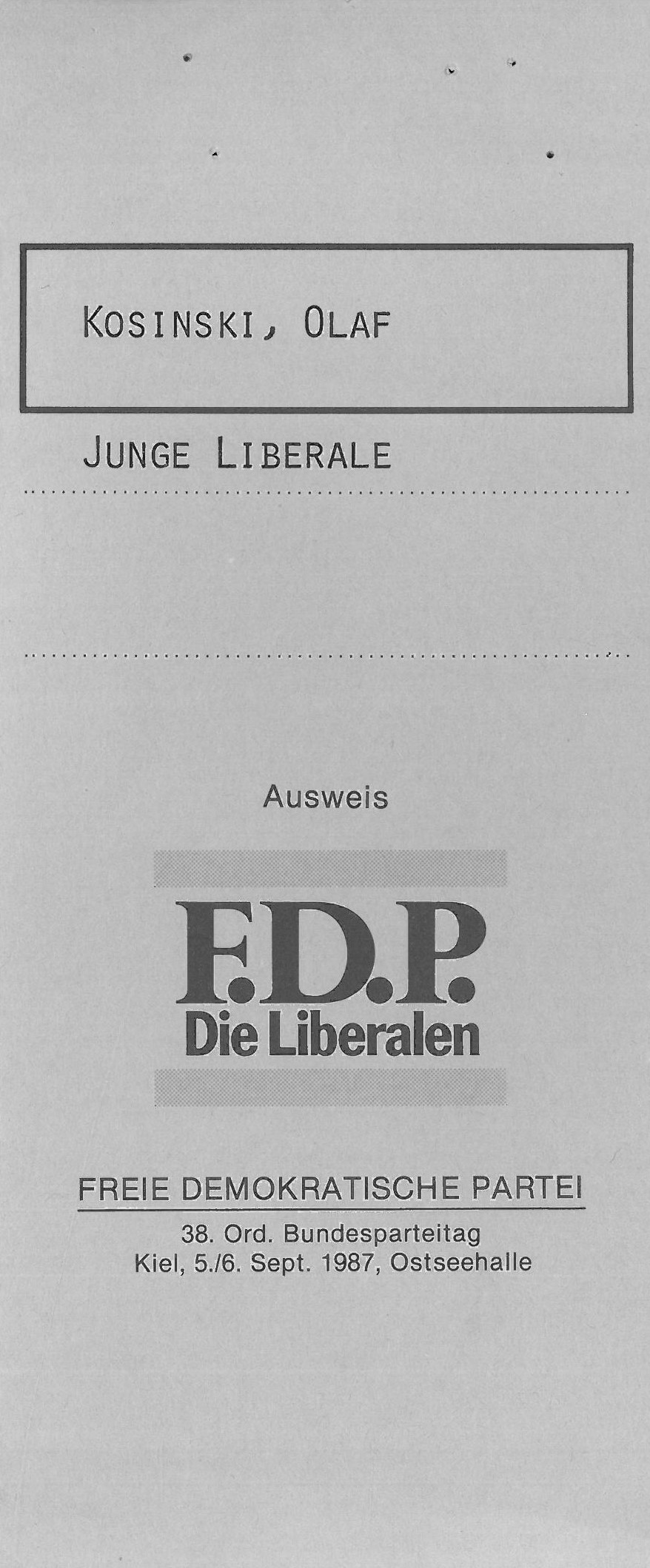
Ausweis

Der Parteitag fand unter dem Vorsitz von Martin Bangemann vor den Landtagswahlen in Schleswig-Holstein und Bremen statt.

## Beschlüsse
Der Parteitag verabschiedete u. a. ein Papier „Zur Wahrung des inneren Friedens“. Darüber hinaus wurden folgende Beschlüsse gefasst bzw. Papiere verabschiedet: zur Menschenrechtspolitik, zur Neustrukturierung des Post- und Fernmeldewesens, zur Reform der Wohnungspolitik, zum Thema „Frauen und Bundeswehr“, zu einheitlichen Rechtspflegeministerien, zur Strafbarkeit der Vergewaltigung in der Ehe, zur Datenschutzgesetzgebung, zum Staatshaftungsrecht, zur gesetzlichen Regelung der Häftlingsüberwachung, zum Jugendschutzrecht, zur Wahlrechtsänderung, zum Beratungsgesetz nach § 218, zum Strafvollzugsgesetz, zur Einführung einer Staatszielbestimmung über den Umweltschutz im Grundgesetz, zur Gefährdungshaftung, zum Thema „Energie und Umwelt“, zur Umweltverträglichkeitsprüfung, zum Schutz der Nordsee, zum Schutz der Erdatmosphäre, zur Abfallwirtschaft, zu den Abgasen von Dieselfahrzeugen und zur Kennzeichnung von Kosmetika.